# La Trinité-du-Mont
La Trinité-du-Mont is een gemeente in het Franse departement Seine-Maritime (regio Normandië) en telt 629 inwoners (1999). De plaats maakt deel uit van het arrondissement Le Havre.

## Geografie
De oppervlakte van La Trinité-du-Mont bedraagt 2,1 km², de bevolkingsdichtheid is 299,5 inwoners per km².
De onderstaande kaart toont de ligging van La Trinité-du-Mont met de belangrijkste infrastructuur en aangrenzende gemeenten.

## Demografie
Onderstaande figuur toont het verloop van het inwonertal (bron: INSEE-tellingen).